# Tomás Mejías
Tomás Mejías Osorio, född 30 januari 1989 i Madrid, är en spansk fotbollsmålvakt. Han spelade tidigare för Real Madrid Castilla.

## Karriär
Den 11 september 2020 lånades Mejías ut av Middlesbrough till Dinamo București på ett låneavtal över säsongen 2020/2021. I januari 2021 värvades han av turkiska TFF 1. Lig-klubben Ankaraspor. I oktober 2021 värvades Mejías av australiska A-League-klubben Western Sydney Wanderers. Vid slutet av säsongen 2021/2022 lämnade han klubben.